# URSA (album)
URSA (acronimo di “Union Des Republiques Socialistes Animales”, titolo inizialmente scelto per la traduzione francese de: “La Fattoria Degli Animali” di George Orwell), è l'ottavo album della progressive death metal/gothic metal band italiana Novembre.
Il disco segna l'uscita dal gruppo di Giuseppe Orlando, fratello di Carmelo, e il ritorno di Fabio Fraschini al basso nonché l’arrivo di David Folchitto alla batteria, contando poi sulla consueta collaborazione con Massimiliano Pagliuso alla chitarra (nella band dal 1997). Tra i “vecchi amici” del gruppo vi è anche Dan Swanö, già produttore dei primi due dischi Wish I Could Dream It Again... e Arte Novecento.
1. Australis
2. The Rose
3. Umana
4. Easter
5. Ursa
6. Oceans Of Afternoons
7. Annoluce
8. Agathae
9. Bremen
10. Fin

## Formazione

### Gruppo
- Carmelo Orlando - chitarra, voce, tastiere
- David Folchitto - batteria
- Massimiliano Pagliuso - chitarra, tastiere
- Fabio Fraschini - basso